# Kuzushi
Kuzushi (jap. 崩し) - wychylenia z grupy nage-waza, pierwszej z trzech faz rzutu (kuzushi, tsukuri, kake) stosowane między innymi w judo.
Jest to wytrącenie przeciwnika z równowagi, z jednoczesnym zachowaniem własnej. Kuzushi ma stworzyć tori - korzystną sytuację do wykonania rzutu na uke.

## Trzy sposoby osiągnięcia "wychylenia" przeciwnika
- Zadziałanie własną siłą  tori wykonując ruch swoim ciałem (ciągnąc lub napierając) wytrąca ciało uke z równowagi. Niesie to jednak za sobą niebezpieczeństwo. Przeciwnik może wykorzystać siłę tori.
- Wykorzystanie siły przeciwnika - wyprowadzenie środka ciężkości ciała uke poza obręb podstawy, wykorzystując jego ruch i/lub siłę z jaką go wykonał.
- Sposób mieszany - łączy ze sobą obie metody. Wychylenie następuje na skutek wykorzystania ruchu przeciwnika z dodatkowym ruchem powodującym pogłębienie wychylenia.

## Kierunki wychyleń
- wychylenie w tył - Man Ushiro Kuzushi,
- wychylenie do przodu - Man Mae Kuzushi,
- wychylenie na prawo - Yoko Migi Kuzushi,
- wychylenie na lewo - Hidari Yoko Kuzushi,
- wychylenie po skosie do tyłu, w prawo - Migi Ato Sumi Kuzushi,
- wychylenie po skosie do tyłu, w lewo - Hidari Ato Sumi Kuzushi,
- wychylenie po skosie do przodu, w prawo - Migi Mae Sumi Kuzushi,
- wychylenie po skosie do przodu, w lewo - Hidari Mae Sumi Kuzushi.